# Estuariëndistrict
Het estuariëndistrict is een Nederlands floradistrict.
Dit district omvat het zeekleigebied van de Zeeuwse en Zuid-Hollandse eilanden, Zeeuws-Vlaanderen en het uiterste westen van de provincie Noord-Brabant.
Uitzondering vormen de duinen, die tot het renodunaal district worden gerekend, de zeereep, schorren en slikken, die tot het maritiem district worden gerekend, en de zuidrand van Zeeuws-Vlaanderen, die tot het Vlaams district behoort.
In de Belgische literatuur wordt het estuariëndistrict, evenals duinen en zeereep, als onderdeel van het maritiem district gerekend.